# Zvijeri
Zvijeri (Carnivora) su red unutar razreda sisavaca (Mammalia). Često ih se naziva još i grabežljivcima.
Naziv Carnivora je sastavljen od latinskih riječi caro, carnis (meso) i voro (gutati), što bi značilo da su mesožderi. To, međutim, nije sasvim točno - najveći dio životinja iz reda Carnivora su zapravo omnivor, što znači da su svežderi. Jedu bobice, travu, ponekad lišće ali i korijenje. Jedina iznimka je medvjed panda koji jede isključivo biljnu hranu, pa je prema tome herbivor, dakle biljožder. 
S oko 270 vrsta zvijeri su red s najviše vrsta unutar razreda sisavaca, a sastoje se od velikog broja specijaliziranih oblika. Žive na svim kontinentima osim na Antarktici, ali se ne smije zaboraviti da ih nije bilo niti u Australiji. Dinga su na kopno tog kontinenta donijeli ljudi. Istina, tu su i ranije živjeli veliki mesožderi, ali to su gmazovi i tobolčari. Zvijeri su životinje čopora koje borbom između sebe utvrđuju svoje mjesto na rang ljestvici, a osim toga moraju i loviti za one koji su na ljestvici iznad njih. 

## Čeljust i zubalo
Zubalo zvijeri je građeno prema formuli zubala 3-1-4-3. Ono je simetrično za gornje i donje zubalo, i gledano od sredine to su: 3 sjekutića, jedan očnjak, 4 prednja kutnjaka i 3 kutnjaka. Izraženost pojedinih zubi je od vrste do vrste različit, pri čemu su očnjaci (zub "hvatač") uvijek izraženo dugački. Zub "derač" je uvijek prvi kutnjak (na slici iznad oznake za 20 cm). Drugi su kutnjaci, za razliku od "derača", uglavnom manji. Prvi prednji kutnjak u donjoj čeljusti također može biti razvijeniji kako bi podržao "derača", a zajedno s njim i gornjim "deračem" može poslužiti za odvajanje pojedinih dijelova lovine.
Donja čeljust je tako uglavljena u gornju da se može pokretati samo gore-dole i ne dozvoljava pomicanje u stranu kao što je potrebno za žvakanje. To znači, da zvijeri ne mogu žvakati.

## Organi
Kako zvijeri uglavnom nisu "specijalisti" kod izbora hrane, njihov probavni sustav je u usporedbi s biljožderima (a posebno preživačima) prilično primitivan i zbog toga ima veću sposobnost prilagodbe. Probavni trakt se sastoji samo od želuca i jednog relativno kratkog crijeva.
Ženke zvijeri imaju maternicu s dva "roga" a na trbuhu mliječne žlijezde. Mužjaci zvijeri imaju kost u penisu  (baculum), a mošnje su smještene izvan trbušne šupljine.

## Sistematika
Klasični pristup je zvijeri dijelio u dvije grupe, i to na kopnene i vodene zvijeri. Pri tome su se pod vodenim zvijerima podrazumijevali svi tuljani, a pod kopnenim sve zvijeri koje žive na kopnu. Ta se podjela, prema današnjim spoznajama, smatra zastarjelom jer su se tuljani razvili od psolikih životinja, pa ih se prema tome danas i svrstava u tu skupinu. Danas je općeprihvaćena razdioba porodica na psolike i mačkolike (vidi taksokvir uz tekst).

## Značenje
Veliki broj zvijeri je danas akutno ugrožen, uglavnom zbog svog krzna, od kojeg se izrađuje luksuzna odjeća, zatim jer se neke smatraju vrlo poželjnim lovačkim trofejem, ili ih se ubija jer se smatra da ugrožavaju "domaće" ili "korisne" životinje.
Neke vrste ljudi drže kao kućne životinje (prije svega domaća mačka i domaći pas). Osim toga, razne vrste kuna se uzgajaju radi njihovog krzna ali i radi mogućeg korištenja za lov na kuniće i zečeve.
Treba, međutim, napomenuti, da je skupina životinja koje su mesožderi puno šira od ovdje obrađenih, jer postoji čitav niz i drugih vrsta životinja koje se ne smatra zvijerima, a hrane se isključivo mesom.

## Vanjske poveznice
- Mesožderi  Arhivirana inačica izvorne stranice od 18. prosinca 2021. (Wayback Machine)